# Premio Compasso d'oro 1984
Il premio Compasso d'oro 1984 è stata la 13ª edizione della cerimonia di consegna del premio Compasso d'oro.

## Giuria
La giuria era composta da:
- François Barrè
- Cesare De Seta
- Martin Kelm
- Ugo La Pietra
- Pierluigi Spadolini

## Premiazioni

### Compasso d'oro
| Designer                                                      | Prodotto                                              | Azienda                     | Immagine |
| ------------------------------------------------------------- | ----------------------------------------------------- | --------------------------- | -------- |
| Gianni Arduini, Lorenzo Bonfanti, Gianfranco Salvemini        | lucidalavapavimenti FB 33                             | Vorwerk                     |          |
| Italo Cammarata                                               | Progetto "TENDER" motociclo super compatto pieghevole | Quasar                      |          |
| Studio Kairos                                                 | Armadio Sisamo                                        | B&B Italia                  |          |
| Richard Meier                                                 | Servizio da tè e da caffè                             | Alessi                      |          |
| Bob Noorda                                                    | Immagine grafica coordinata                           | Fusital                     |          |
| Rodolfo Bonetto                                               | Centro di lavorazione ad asse verticale Auctor 400    | Olivetti OCN                |          |
| Mario Bellini                                                 | Registratore di cassa Mercator 20                     | Olivetti                    |          |
| A. Cortesi, G. Facchetti, U. Orsoni, M. Fantoni, P. Pataccini | Immagine coordinata e progetto per agenzie passeggeri | Alitalia                    |          |
| Achille Castiglioni                                           | Servizio di posate Dry                                | Alessi                      |          |
| Ettore Vitale                                                 | Immagine grafica del partito                          | Partito Socialista Italiano |          |
| Ettore Vitale                                                 | Sigle televisive                                      | Rai                         |          |

### Premi alla carriera
- Giorgetto Giugiaro